# Сподек
Сподек (тањир на пољском) је вишенаменски објекат у Катовицама, Пољска. Отворена је 1971. године и налази се у улици Конфрантего. Осим глацне хале комплекс укључује гимнастичку салу, клизалиште, хотел и три велика паркиралишта. Представља највећу халу те врсте у Пољској. У њој се одржавају вашни културни и политички догађаји.
Сподек може угостити 11.500 посетилаца, иако се приликом музичких концерата капацитет ограничава на 10.000 или чак 8.000 људи када сценографија заклања видик.
Назив „тањир“ је добио јер изгледом подсећа на летећи тањир.
У „тањиру“ су наступале музичке групе: Пантера, Бони М, Дип перпл, Дипеш мод, Елтон Џон, Џенезис, Ерик Клептон, Гери Мур, Грин деј, Ајрон мејден, Жан Мишел Жар, Рамштајн, Блек сабат, Металика, Перл џем, Роби Вилијамс, Слипкнот, Стинг, Продиџи, Тина Тарнер, U-2 и многи други.

## Еуробаскет 2009.
У хали Сподек је била одиграна финална утакмица на европском првенству у кошарци 2009.